# برية الخليل

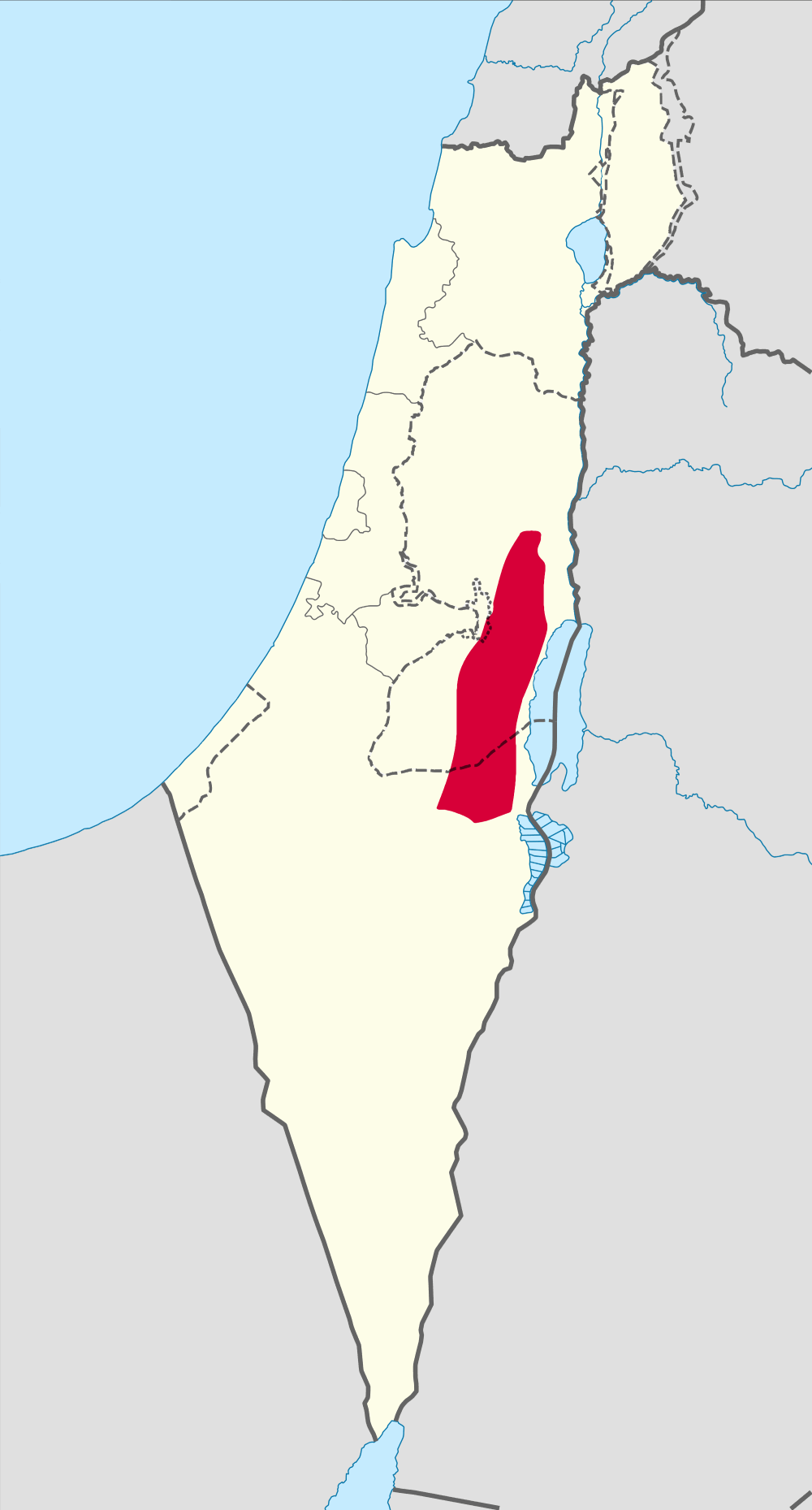
موقع برية الخليل في إسرائيل والضفة الغربية باللون الأحمر

برية الخليل أو برّ الخليل (بالإنجليزية: Judaean Desert)‏، (بالعبرية: מִדְבַּר יְהוּדָה) مدبار يهودا) هي صحراء تمتد من شرق القدس وتنحدر إلى البحر الميت، تمتدّ من الشمال الشرقي في النقب إلى شرق القدس، وتتميّز بمطلات طبيعية مع جروف وتنتهي بجرف شديد الانحدار إلى البحر الميت وغور الأردن. تعتبر برية الخليل موئلًا للعديد من الحيوانات مثل الوعل الفلسطيني، وتجري فيها الكثير من الوديان من الشمال الشرقي إلى الجنوب الشرقي، يصل عمقها من 1200 قدم في الغرب إلى 600 قدم في الشرق. برية الخليل هي منطقة ذات بنية مورفولوجية خاصة على طول شرق جبال الخليل.

## الموقع والمناخ
تقع برية الخليل شرق القدس وتنحدر إلى البحر الميت، تشمل المناطق الحضرية الرئيسية في منطقة القدس وبيت لحم وأريحا والخليل .
يتراوح هطول الأمطار في المنطقة من 400–500 مليمتر (16–20 بوصة) في التلال الغربية، وترتفع إلى 600 مليمتر (24 بوصة) حول القدس غربا، ويعود إلى 400 مليمتر (16 بوصة) في القدس شرقًا وتنخفض إلى حوالي 100 ملم في الأجزاء الشرقية بسبب تأثير الأمطار. يتراوح المناخ بين المناخ المتوسطي في الغرب والمناخ الصحراوي في الشرق، مع شريط من مناخ شبه قاحل في الوسط.

## المياه الجوفية
كشفت دراسة أجرتها الجامعة العبرية في القدس عن خزان للمياه الجوفية تحت برية الخليل، ووجدت أن طبقة المياه الجوفية تبدأ في جبال الخليل وتتدفق في اتجاه الشمال الشرقي نحو البحر الميت مع التدفقات الخارجية عند منطقة أريحا، يحتوي الخزان الجوفي المطري على كمية سنوية تبلغ حوالي 100 مليون متر مكعب من المياه.

## جغرافيا

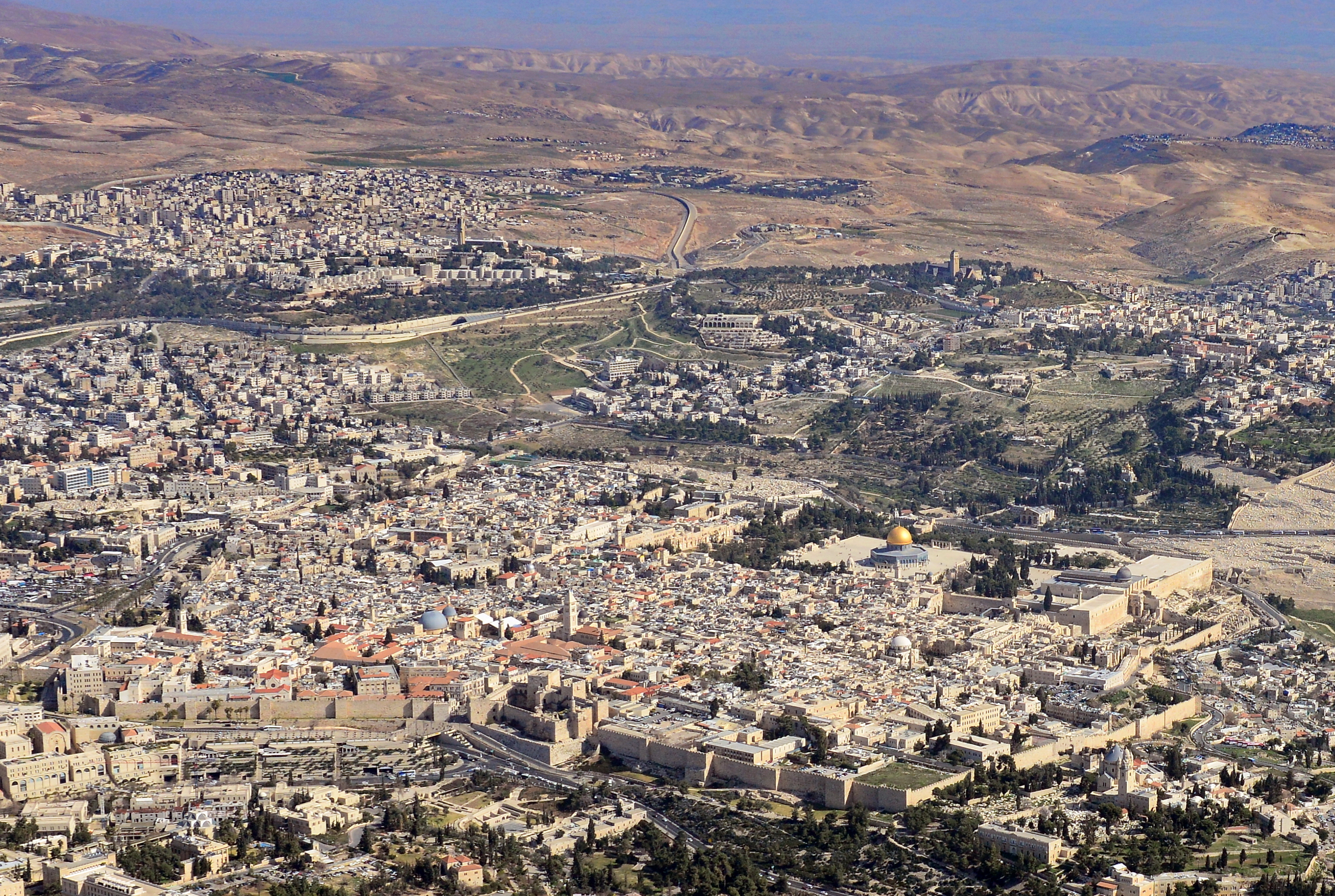
تقع برّ الخليل شرق القدس مباشرة. تظهر المدينة القديمة في المقدمة والصحراء في الخلفية.

تقع برّ الخليل شرق القدس وتنحدر إلى البحر الميت. تمتد برّ الخليل من شمال شرق النقب إلى الشرق من بيت إيل، وتتميز بوجود مصاطب طبيعية بها منحدرات. وينتهي بجرف شديد الانحدار يصل إلى البحر الميت ووادي الأردن. تتميز برّ الخليل بتضاريس هضبة تنتهي في الشرق في جرف. يعبرها العديد من الوديان التي تتدفق من الغرب إلى الشرق ولديها العديد من الشعب، معظمها عميقة، من 366 مترًا (1201 قدمًا) في الغرب إلى 183 مترا (600 قدم) في الشرق. برّ الخليل هي منطقة ذات بنية مورفولوجية خاصة على طول شرق جبال يهودا.
وجدت دراسة أجرتها الجامعة العبرية في القدس لخزان مياه جوفية تحت برّ الخليل يعرف باسم طبقة المياه الجوفية التابعة لمجموعة يهودا أن طبقة المياه الجوفية تبدأ في جبال يهودا وتتدفق في اتجاه الشمال الشرقي نحو البحر الميت مع تدفقات في ينابيع تسوكيم وكين وسمر وعين جدي. تحتوي طبقة المياه الجوفية التي تغذيها الأمطار على متوسط حجم سنوي يبلغ نحو 100 مليون متر مكعب (3.5 مليار قدم مكعب) من المياه.

## الحيوانات والنباتات
يعيش الوبر الصخري والوعل النوبي على الهضبة الصحراوية ومنحدرات البحر الميت. حتى وقت قريب، كانت هناك نمور عربية لكنها انقرضت الآن في المنطقة بسبب الصيد غير القانوني. للمرة الأخيرة، شوهد نمر عربي في عين فشخة.
تشمل الطيور الشائعة في المنطقة الغراب مروحي الذنب وقليعي أسود الذيل وزرزور ترسترام وسمامة وخطاف والثرثار العربي والأبلق والحجل الرملي.
برّ الخليل هو موطن لمجموعة متنوعة من الزواحف، بما في ذلك الأفاعي السامة مثل أفعى الحراشف المنشارية والأسود الخبيث (المعروف أيضا باسم أفعى الخلد الإسرائيلية). الجداول هي موطن لمختلف الأسماك والبرمائيات.

## التاريخ

### الحرب اليهودية الرومانية
خلال الثورة اليهودية الأولى (67-73 م) وثورة بار كوخبا (132-135 م)، استغل المتمردون اليهود الخصائص الطبيعية لبرّ الخليل للجوء وحرب العصابات. كان حصار متسادا الذي وقع هناك حوالي عام 73 م، أحد المعارك المحورية في الصراع. وفقًا ليوسيفوس فلافيوس، في وقت مبكر من الصراع سيطر اليهود سيكاري على متسادا، ومن هناك شنوا غارات على المجتمعات في منطقة البحر الميت. ارتفع الفيلق الروماني العاشر للمضيق على متسادا في ثمانية معسكرات، وبنى منحدرا كبيرا للحصار. ادعى يوسيفوس أن الحصار انتهى بانتحار جماعي، عندما قرر 960 من المتمردين السيكاريين الحاضرين قتل أنفسهم بدلا من بيعهم كعبيد.
هرب اللاجئون اليهود، وخاصةً قادة الجيش والمسؤولين وعائلاتهم، إلى مخابئ الكهوف خلال المراحل الأخيرة من ثورة بار كوخبا، خاصة بعد سقوط بيتار عام 135 م. اكتشفت العديد من هذه الكهوف في الوديان العميقة لبرّ الخليل، بالقرب من الجداول المتقطعة. وتشمل هذه الكهوف في ناحال مشماس، وكهف المسية وكهوف المربعات في وادي مربعات، وكهف المسبح في ناحال داود، وكهف الرعب وكهف الحروف (حيث اكتشف الرسائل التي كتبها سيمون بار كوخبا لسكان إن جدي وأرشيف باباثا) في ناحال حيفر، وثلاثة كهوف في وادي السيال

## علم الآثار
كان برّ الخليل موقعًا للعديد من الاكتشافات الأثرية. اكتُشفت مخطوطات البحر الميت، وهي مجموعة من المخطوطات الدينية اليهودية القديمة التي يعود تاريخها إلى القرن الثالث قبل الميلاد إلى القرن الأول ميلادي، في أربعينيات القرن العشرين في كهوف قمران. تعتبر حجر الزاوية في تاريخ علم الآثار ذات أهمية تاريخية ودينية ولغوية عظيمة لأنها تشمل أقدم المخطوطات الباقية من كتب كاملة تم تضمينها لاحقًا في شرائع الكتاب المقدس، جنبا إلى جنب مع المخطوطات القانونية التي تحافظ على الأدلة على تنوع الفكر الديني في أواخر الهيكل الثاني اليهودي. وفي الوقت نفسه، ألقت ضوءا جديدا على ظهور المسيحية واليهودية الحاخامية.
اكتُشفت العديد من رسائل العصر الروماني وأجزاء من البرديات في كهف الحروف في وادي حيفر. وتشمل هذه المراسلات بين سيمون بار كوخبا ومرؤوسيه خلال ثورة بار كوخبا. ومن الاكتشافات البارزة الأخرى مخبأ باباثا لأوراق البردي التي تحتوي على الوثائق القانونية الخاصة باباثا، وهي امرأة يهودية مالكة الأراضي عاشت خلال القرن الثاني الميلادي.
تم العثور على اكتشافات من العصر الحجري الحديث ، بما في ذلك التماثيل والأقنعة والأدوات الخشبية وعظام وجماجم وسلال القصب، في كهف في ناحال هايمار.

## معرض الصور

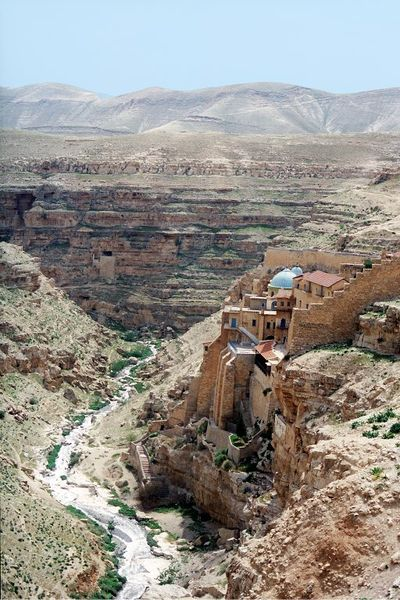
دير مار سابا في وادي قدرون
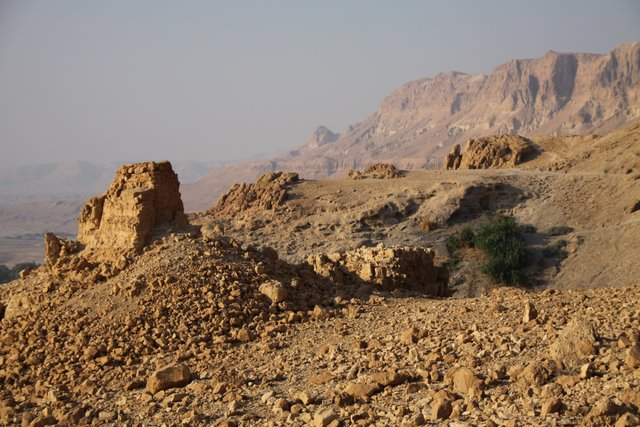
منظر لصحراء يهودا من جبل يائير، عين جدي
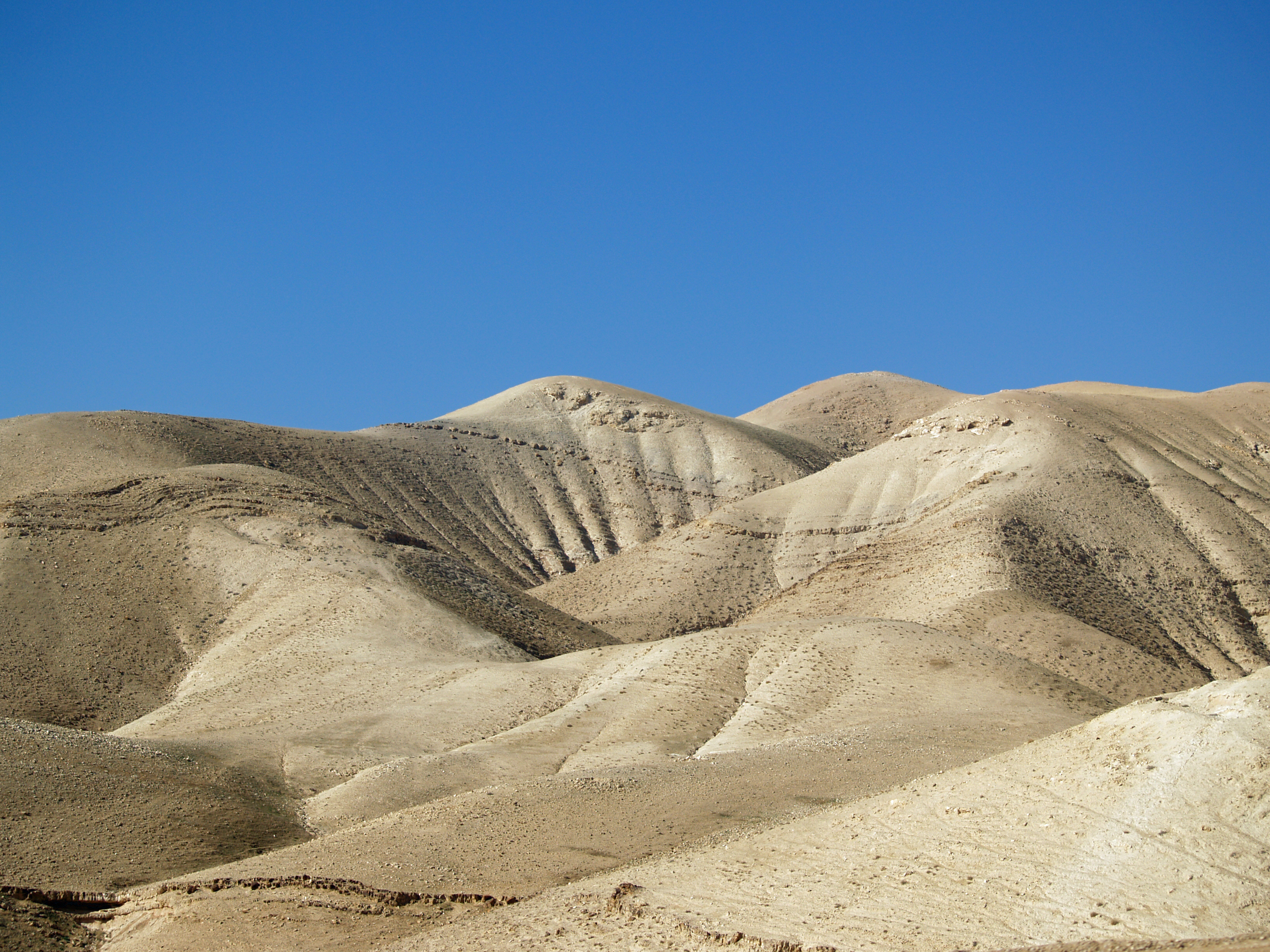
تلال في صحراء يهودا
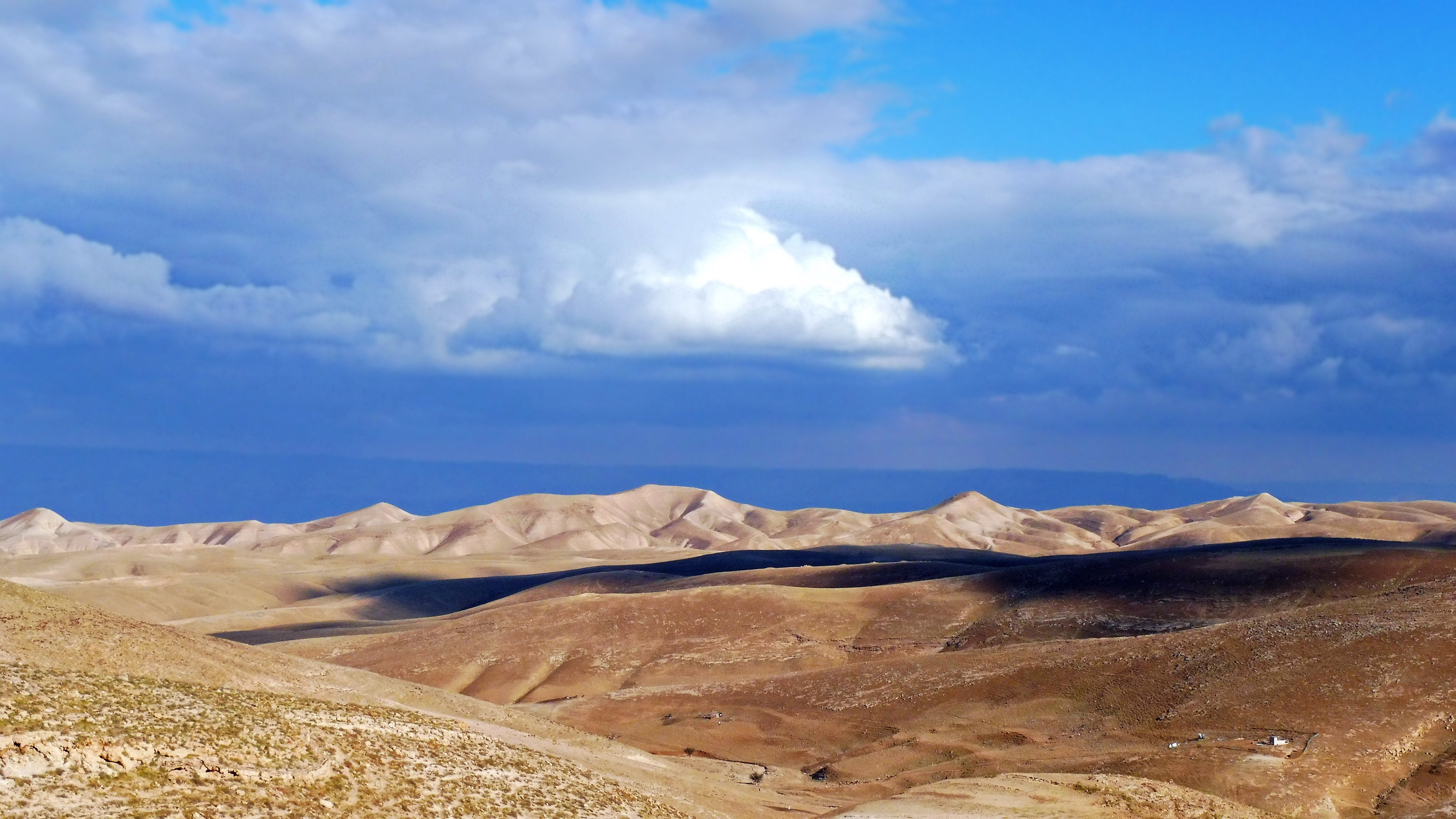
صحراء يهودا. منظر من معاليه أدوميم (ضاحية القدس)